# Mesjid Gogo
Mesjid Gogo is een bestuurslaag in het regentschap Pidie van de provincie Atjeh, Indonesië. Mesjid Gogo telt 351 inwoners (volkstelling 2010).